# Шалашная (река)
Шалашная, Шалашня — река в России, протекает по Чусовскому району Пермского края. Устье реки находится в 60 км по правому берегу Чусовского залива Камского водохранилища. Длина реки составляет 11 км.
Исток реки в лесах в 22 км к северу от посёлка Верхнечусовские Городки. Река течёт на юго-запад по ненаселённой местности среди лесистых холмов западных предгорий Среднего Урала. Притоки — Каменка (левый); Сухой Лог, Родничный, Смородинская, Моховой Лог (правые). Впадает в Чусовской залив Камского водохранилища у деревни Шалашная. На последних километрах течения резко расширяется из-за подпора водохранилища и образует совместный залив с рекой Талая. Высота устья — 108,2 м над уровнем моря.

## Данные водного реестра
По данным государственного водного реестра России относится к Камскому бассейновому округу, водохозяйственный участок реки — Кама от города Березники до Камского гидроузла, без реки Косьва (от истока до Широковского гидроузла), Чусовая и Сылва, речной подбассейн реки — бассейны притоков Камы до впадения Белой. Речной бассейн реки — Кама.
Код объекта в государственном водном реестре — 10010100912111100012165.